# Escala (viagem)
Uma escala é uma paragem feita por um veículo de transporte durante um trajeto de longo curso.
Na sua asseção técnica, é em geral de caráter obrigatório pois permite o reabastecimento de combustível ou outras fontes de energia do veículo, bem como a tomada de refeições ou abastecimento de bebidas e víveres pelos viajantes.